# Westwood (Californie)
Pour les articles homonymes, voir Westwood.
Pour le quartier de Los Angeles, voir Westwood (Los Angeles).
Westwood est une census-designated place du comté de Lassen au nord-est de la Californie, à 1563 m  d'altitude
La population était de 1 998 habitants lors du recensement de 2010.

## Démographie
| 2000  | 2010  | - | - | - | - |
| ----- | ----- | - | - | - | - |
| 1 998 | 1 647 | - | - | - | - |